# Mahendra Suri
Mahendra Suri (sànscrit: महेन्द्र दयाशंकर सूरि)  (subcontinent indi, c. 1340 - subcontinent indi, c. 1410) va ser un astrònom indi.

## Vida i obra
Res es coneix de la seva vida. Se sap que era monjo jainita i deixeble de Madana Suri. Per un comentari d'un deixeble seu, Malayendu Suri, se sap que va ser un protegit del sultà de Delhi, de la dinastia tughlúquida, Firuz Xah Tughluq.
Entorn del 1370 va escriure un tractat titulat Yantraraja que és el primer estudi escrit en sànscrit sobre l'astrolabi. El sultà, no solament va promoure la construcció d'astrolabis a Delhi, sinó que també va encoratjar astrònoms a escriure tractats sobre la construcció i el us de l'instrument, tan en sànscrit com en persa.
El llibre està compost de cinc capítols en els quals explica, respectivament, 1) uns paràmetres trigonomètrics bàsics, 2) les parts de l'instrument, 3) la construcció de l'instrument més comú o del nord, 4) la forma de verificar si l'instrument està ben construït i 5) el seu ús com instrument de còmput i d'observació així com la forma de resoldre diversos problemes d'astronomia i de trigonometria esfèrica.